# Stachyris herberti
Stachyris herberti е вид птица от семейство Timaliidae.

## Разпространение
Видът е разпространен във Виетнам и Лаос.